# Cobaltkieserita
La cobaltkieserita és un mineral de la classe dels sulfats, que pertany al grup de la kieserita. Rep el seu nom per ser l'anàleg amb cobalt de la kieserita.

## Característiques
La cobaltkieserita és un sulfat de fórmula química CoSO₄(H₂O). Va ser aprovada com a espècie vàlida per l'Associació Mineralògica Internacional l'any 2002. Cristal·litza en el sistema monoclínic. La seva duresa a l'escala de Mohs es troba entre 2 i 3.
Segons la classificació de Nickel-Strunz, la cobaltkieserita pertany a «07.CB: Sulfats (selenats, etc.) sense anions addicionals, amb H₂O, amb cations de mida mitjana» juntament amb els següents minerals: dwornikita, gunningita, kieserita, poitevinita, szmikita, szomolnokita, sanderita, bonattita, aplowita, boyleïta, ilesita, rozenita, starkeyita, drobecita, cranswickita, calcantita, jôkokuïta, pentahidrita, sideròtil, bianchita, chvaleticeïta, ferrohexahidrita, hexahidrita, moorhouseïta, niquelhexahidrita, retgersita, bieberita, boothita, mal·lardita, melanterita, zincmelanterita, alpersita, epsomita, goslarita, morenosita, alunògen, metaalunògen, aluminocoquimbita, coquimbita, paracoquimbita, romboclasa, kornelita, quenstedtita, lausenita, lishizhenita, römerita, ransomita, apjohnita, bilinita, dietrichita, halotriquita, pickeringita, redingtonita, wupatkiïta i meridianiïta.

## Formació i jaciments
Va ser descoberta a les mines de Bastnäs, a la localitat de Riddarhyttan, a Skinnskatteberg (Västmanland, Suècia), on sol trobar-se associada a altres minerals com: escorodita, quars, pirita, granats, eritrita, cobaltita i calcopirita. També ha estat descrita a Jáchymov, a la regió de Karlovy Vary, a la República Txeca. Són els dos únics indrets de tot el planeta a on ha estat trobada aquesta espècie mineral.